# Astra HD8
Astra HD8 (Astra Heavy Duty 8) — семейство крупнотоннажных грузовых автомобилей производства Astra S.p.A., предназначенных для тяжёлых условий эксплуатации.

## Информация
Автомобили Astra HD8 комплектуются турбодизелем. Колёсная база составляет от 3800 до 5100 мм. Полная масса одиночных версий составляет от 40 до 50 тонн, автопоездов — до 104 тонн. Спереди и сзади устанавливаются различные типы рессор, которые связывают передний мост с рамой. Диапазон колёсных баз в целом составляет до 4500 миллиметров.
Четырёхосные версии выпускаются только как шасси для кузовов типа самосвал или какого-нибудь другого оборудования, характерного для строительных автомобилей. Длина рамы позволяет перевозить крупногабаритные грузы. Существуют также версии бетоносмесителя и пожарного автомобиля.